# Stary Gostyń
Stary Gostyń is een plaats in het Poolse district  Gostyński, woiwodschap Groot-Polen. De plaats maakt deel uit van de gemeente Gostyń en telt 440 inwoners (2006).

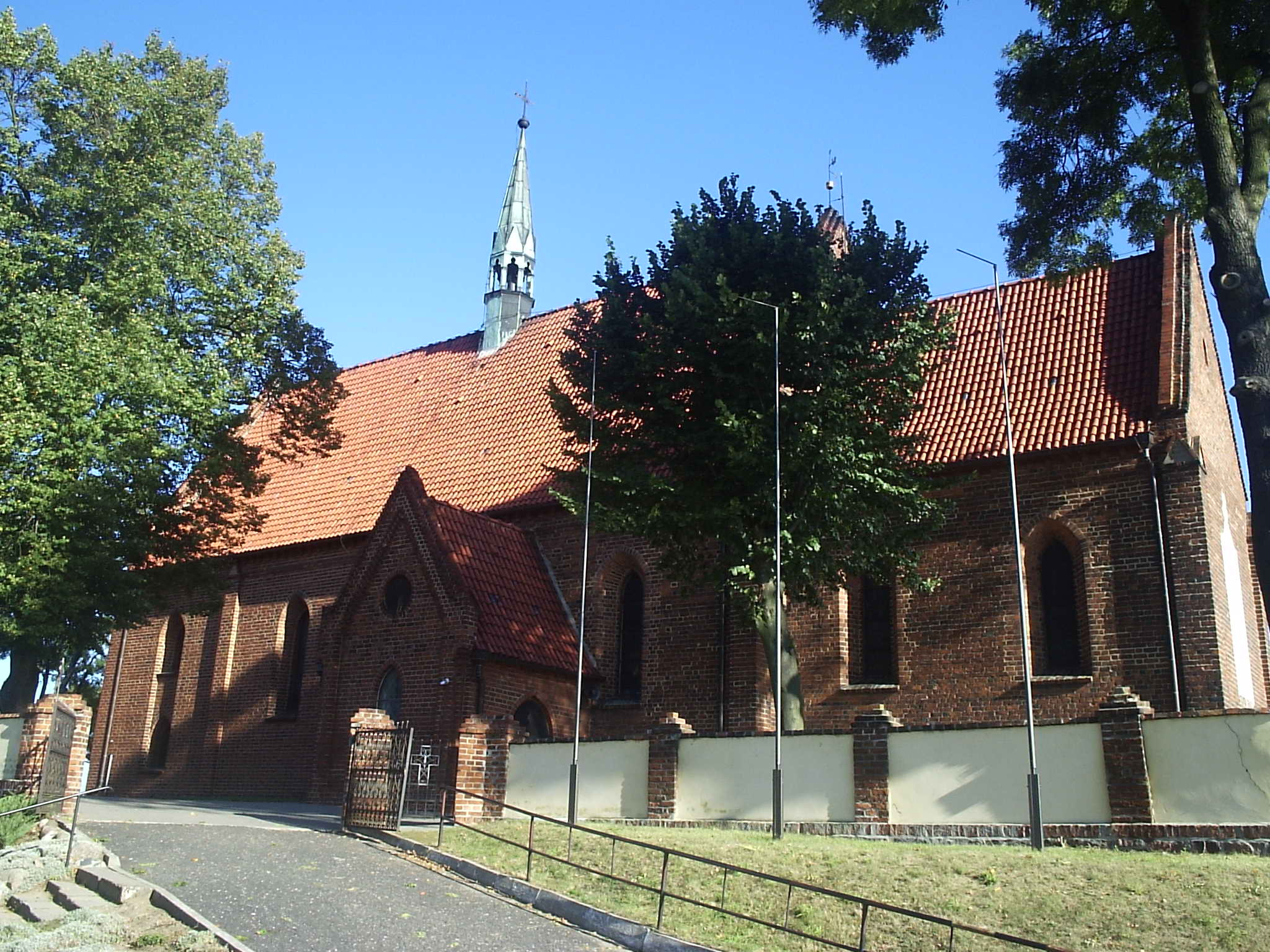
Stary Gostyń

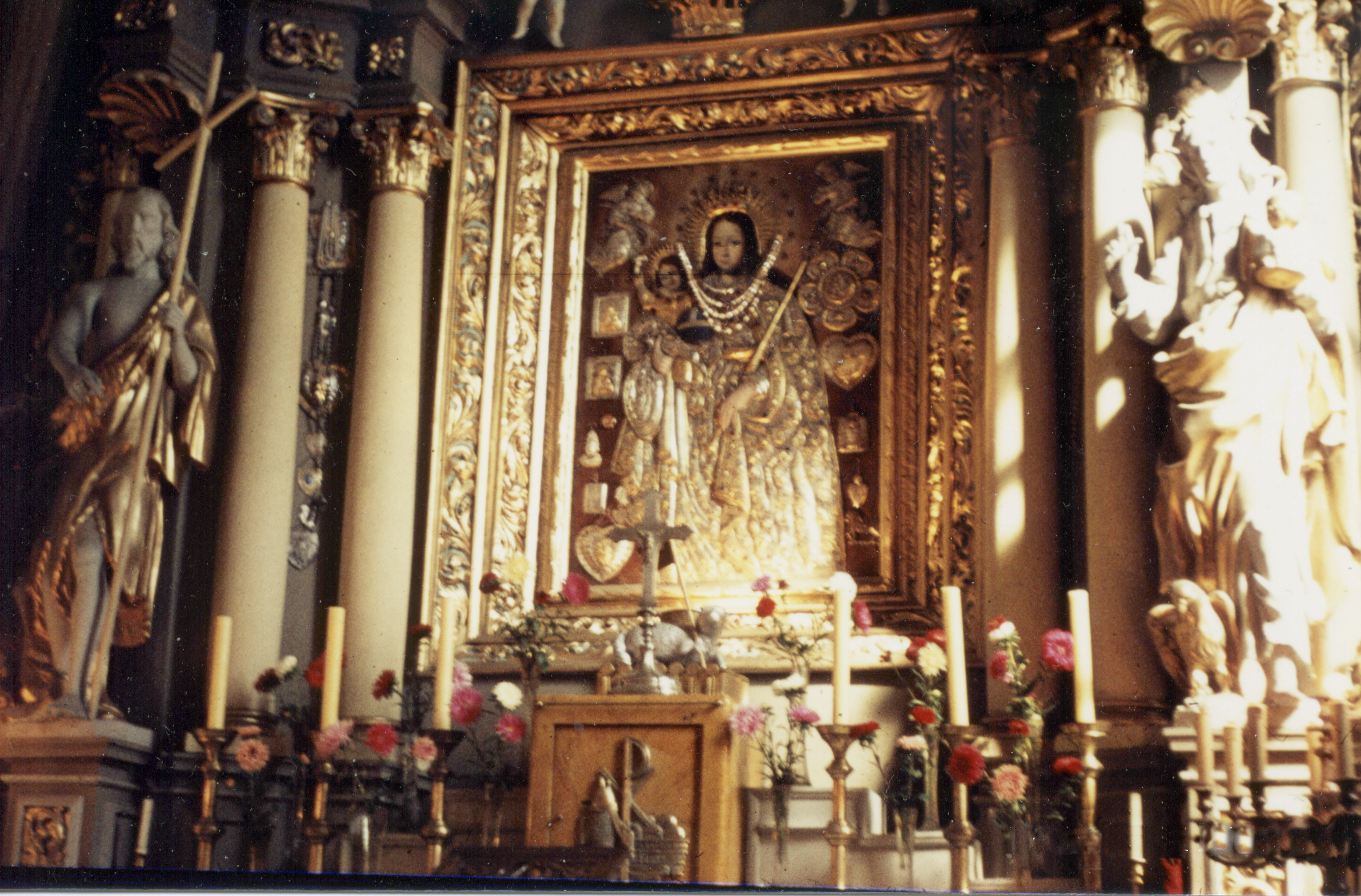
Stary Gostyń (1645).